# Friedrich Buxbaum
Friedrich Siegfried Buxbaum, född 23 september 1869 i Wien, död 2 oktober 1948 i London, var en österrikisk cellist.
Buxbaum var förste solocellist i Wiener Staatsoper och spelade i Fitznerkvartetten från dess grundande 1894 fram till 1900, varefter han var medlem av Arnold Rosés kvartett i Wien 1900-1920 och 1922-1945. Senare bildade han en egen kvartett, med vilken han företog många konsertresor, och bland annat flera gånger gästade Köpenhamn. Buxbaum, som var en sin tids främsta cellister, avskedades 1938 eftersom han var jude och flydde samma år från Wien.